# Первое карматское вторжение в Египет
Пе́рвое карма́тское вторже́ние в Еги́пет — первая из двух неудачных попыток антифатимидского альянса, состоявшего главным образом из карматов и их бедуинских союзников, захватить Египет у Фатимидов, чтобы предотвратить дальнейшую экспансию последних в Сирию, предпринятая в 971 году.
И карматы, и Фатимиды были ответвлениями исмаилитской секты шиитского толка ислама, но принадлежали к разным и к тому же враждующим ветвям. После захвата Египта под командованием генерала Джаухара ас-Сакали в 969 году Фатимиды начали свою экспансию дальше на восток в Сирию. Там они столкнулись с карматами, которые в предыдущие годы совершали набеги и взимали дань с местных правителей. Чтобы остановить экспансию Фатимидов, карматы под предводительством аль-Хасана аль-Асама объединились в коалицию с другими региональными державами, включая суннитского Аббасидского халифата.
После победы и убийства фатимидского командира Джафара ибн Фаллаха при Дамаске в августе 971 года, силы антифатимидского альянса двинулись на юг. Армия поддержки Фатимидов, шедшая на помощь Ибн Фаллаху, узнав о его смерти, отступила в Яффу, где она была блокирована карматами и их бедуинскими союзниками, в то время как основные силы последних вторглись в Египет. Отвлечение сил карматов в дельту Нила для поддержки местных мятежников дало Джаухару время мобилизовать оставшиеся силы и подготовить оборону в виде траншеи и стены в Айн-Шамсе, к северу от Каира, тогда ещё строившегося как новая столица Фатимидов. В декабре Джаухар разбил карматов к северу от города и заставил их беспорядочно отступить из Египта. После того, как карматы поссорились со своими бедуинскими союзниками, Фатимиды смогли снова занять Рамлу, но это было ненадолго: к лету 972 года Палестина вновь оказалась под контролем карматов. С другой стороны, восстания в Египте были подавлены, и в июне 973 года фатимидский халиф аль-Муизз Лидиниллах смог перенести свою столицу из Раккады в Ифрикии в Каир.
Второе вторжение последовало два года спустя, но и оно потерпело неудачу, что окончательно положило конец карматской угрозе и открыло Фатимидам путь для экспансии в Сирию.

## Предыстория
В 899 году в тайном движении исмаилитов, возглавляемом семьёй будущего основателя династии Фатимидов Убайдаллаха аль-Махди, произошёл раскол. Аль-Махди утверждал, что он и есть «скрытый имам», а не только его доверенное лицо и представитель. Те, кто отверг это заявление, стали известны как «карматы». Будь то из-за подлинных убеждений или политической целесообразности, миссионер Абу Саид аль-Джаннаби, установивший свою власть над большей части Бахрейна, встал на сторону последней фракции. В 900 году в союзе с местными бедуинскими племенами Бану Килаб и Бану Укайл, а также с торговцами из Персидского залива Абу Саид смог захватить столицу Бахрейна Хаджр и закрепить свою независимость, разгромив армию Аббасидского халифата, посланную для его свержения.
После раскола две ветви исмаилитов развивались по-разному. В 909 году в Ифрикии был основан Фатимидский халифат. После неудачных попыток захватить Египет у Аббасидов в 914—915 и 919—921 годах и расширить своё влияние в центральные земли исламского мира, Фатимиды сосредоточили свою энергию на укреплении своего влияния в Магрибе и борьбе с Византийской империей на Сицилии. Тем временем карматы, после периода изначально мирных отношений и движимые миллениалистскими ожиданиями младшего сына Абу Саида, Абу Тахира аль-Джаннаби, начали серию нападений на своих соседей в 920-х годах, кульминацией которых стало разграбление Мекки в 930 году. Поскольку ожидаемый Махди так и не появился, после 939 года карматы вернулись к более мирным отношениям, поддерживаемым за счёт денежных выплат за воздержание от нападений на караваны хаджа. Будучи доминирующей силой на востоке и севере Аравийского полуострова, карматы даже начали предлагать свои услуги в качестве хорошо оплачиваемых охранников для караванов хаджа; когда в 966 году бедуинское племя Бану Сулайм совершило набег на караваны, карматы заставили их вернуть свою добычу. В 960-х годах началась новая волна набегов карматов, на этот раз направленная против владений Ихшидидов в Сирии; часто в союзе с вечно беспокойными бедуинскими племенами Сирийской пустыни, карматы совершали набеги как на караваны торговцев, так и на караваны хаджа, при этом Ихшидиды не могли что-либо предпринять против их атак. В 968 году карматы под предводительством аль-Хасана аль-Асама даже захватили Дамаск и Рамлу, уйдя только после получения крупного выкупа от их наместников и обещания вали Египта Абу-ль-Хасана Али ибн аль-Ихшида платить им ежегодную дань в размере 300 тыс. золотых динаров. Нападения карматов подорвали режим Ихшидидов и фактически перерезали сухопутные пути из Египта и Западной Аравии в Ирак, что помогло Фатимидам в 969 году проложить путь к быстрому и почти бескровному захвату Египта у Ихшидидов под командованием Джаухара ас-Сакали, одного из выдающихся полководцев своего времени.
Средневековые историки, а также некоторые ранние современные исмаилитоведы, видели в этих действиях Фатимидов с запада и карматов с востока взаимосвязь, но более поздние исследования опровергли это. Фатимидский халиф аль-Муизз Лидиниллах действительно предпринимал несколько попыток заставить разрозненные общины карматов подчинится ему, но хотя эти усилия были успешными в некоторых областях, карматы Бахрейна упорно отказывались примириться с притязаниями Фатимидов. Более того, завоевание Фатимидами Египта и их последующее продвижение в Сирию, которое привело к поражению последних остатков Ихшидидов от рук фатимидского генерала Джафара ибн Фаллаха в апреле 970 года, поставили эти две исмаилитские державы на путь столкновения. Экспансия Фатимидов означала конец ежегодной дани, выплачиваемой Ихшидидами карматам, а объявленное Фатимидами намерение восстановить безопасность маршрутов хаджа также грозило положить конец вымогательству карматами караванов хаджа. Кроме того, власть Фатимидов над Сирией была всё ещё шаткой, и карматы пользовались небольшой поддержкой местного населения, особенно в Дамаске, где население сопротивлялось, несмотря на то, что их ихшидидский правитель бросил их, а поборы солдат Фатимидов после падения города ещё больше усилили ненависть местных жителей. Лидер оппозиции Мухаммад ибн Асуда даже бежал в Бахрейн в сопровождении вождя могущественного бедуинского племени Бану Укайл, Залима ибн Мавхуба, чтобы искать поддержки у карматов.
В конечном итоге карматы решили объединиться с другими региональными державами против Фатимидов: при посредничестве аббасидского халифа аль-Мути Лиллаха карматы стали ядром крупного антифатимидского альянса, в который вошли хамданидский эмир Мосула Абу Таглиб, буидский эмир Ирака Изз ад-Даула, бедуинские племена Бану Килаб и Бану Укайл, а также остатки войск Ихшидидов. Изз ад-Даула пообещал карматам сумму в 1,4 млн серебряных дирхамов, а также тысячу полных комплектов доспехов и оружия.

## Вторжение в Южный Левант

Карта Билад аш-Шам и её провинций в IX—X вв.

Армия карматов выступила из Бахрейна в 971 году, двигаясь через Куфу, Рахбу и Пальмиру, собирая союзников, оружие и деньги на каждой остановке по пути. Когда они приблизились к Дамаску, Ибн Фаллах решил противостоять им в открытом бою в пустыне. Битва состоялась 31 августа, в ходе которой карматы обошли армию Фатимидов с фланга и уничтожили её, а Ибн Фаллах пал на поле боя. Получив известие о катастрофе, 11-тысячная армия поддержки Фатимидов под командованием Саадата ибн Хайяна, отправленная Джаухаром на помощь Ибн Фаллаху, отступила в прибрежный город Яффа, где она укрепилась. Аль-Асам вошёл в Дамаск, где прочитал пятничный намаз от имени аббасидского халифа, осудив Фатимидов как самозванцев, а их притязания на происхождение от Алидов — как ложные. Затем его войска двинулись на юг, захватив и разграбив незащищённую Рамлу 5 сентября. По всей Сирии пятничная молитва была ещё раз прочитана от имени аббасидского халифа.
Не имея осадных орудий, аль-Асам решил обойти Яффу, но оставил для её блокады сильный отряд под общим командованием Алида Аху Муслима, карматского командира Абу-ль-Мунаджи Абдуллаха ибн Али и вождя Бану Укайл Залима ибн Мавхуба. Вскоре к блокаде Яффы присоединились военные корабли карматов с моря, но они не смогли сравниться с могущественным флотом Фатимидов, который поджигал и топил их корабли, бросая бутылки с маслом на их палубы. Так что, пока продолжалась блокада на суше, гарнизон города мог, по крайней мере, пополнять запасы по морю.

## Вторжение в Египет
Падение Дамаска, а затем Рамлы сделало угрозу вторжения карматов в Египет неминуемой. Джаухар, потерявший бо́льшую часть своей армии убитыми при Дамаске или блокированными в Яффе, распорядился лишь небольшой частью своих первоначальных сил, которые отправились с ним завоевывать Египет, и подкреплениями, которые он получил в то же время. Он также боялся предательства: в мечети Амра в Фустате, старой столице Египта, были обнаружены оскорбительные записки в его адрес. Джаухар особенно не доверял бывшему визирю Ихшидидов Джафару ибн аль-Фурату, и поэтому приказал поместить его под домашний арест в Каире, который Джаухар строил к северу от Фустата как новую столицу Фатимидов. Чтобы защитить будущую столицу, стены которой ещё не были закончены, он приказал вырыть широкую траншею прямо к северу от неё, на равнине Айн-Шамс, между рекой Нил и холмами Мукаттам, на расстоянии около 10 км. Стена была возведена за траншеей только с двумя воротами — большими и малыми, которые были оборудованы железными дверями, привезёнными из садов ихшидидского регента Абу-ль-Миска Кафура, место которого теперь занимал Каир. Срочные просьбы об отправке подкреплений были отправлены аль-Муиззу в Ифрикию.
Через месяц после взятия Дамаска войска аль-Асама вошли в Египет, захватив Кулзум. Однако вместо того, чтобы пойти прямым путём на Фустат, карматы повернули на запад в дельту Нила. В октябре карматы захватили Эль-Фараму и приступили к оккупации большей части восточной дельты. Жители Тинниса, которые в предыдущем году восстали против Фатимидов из-за суровых налогов, вновь подняли восстание и изгнали фатимидский гарнизон из города. Восстания также вспыхнули в Верхнем Египте, и повсюду мятежники поднимали проаббасидское чёрное знамя. Пока карматы были отвлечены поддержкой мятежников в дельте, Джаухар в это время завершил свои укрепления в Айн-Шамсе, набрал войска из числа расформированных солдат Ихшидидов и раздал оружие чиновникам и другим гражданским лицам, которые последовали за его армией из Ифрикии. Надёжность импровизированной армии Джаухара была сомнительной: 900 солдат были арестованы или заключены в тюрьму только за дисциплинарные нарушения. В попытке улучшить дисциплину и подавить беспорядки в Фустате были проведены публичные казни дезертировавших солдат, а также парад голов казнённых вождей Бану Хиляль, которые восстали против Фатимидов в Магрибе. В конце октября или начале ноября армия Фатимидов под командованием некоего Ярука отбила Тиннис, но в течение нескольких недель восстание распространилось по всей дельте, заставив Ярука отступить в Фустат, в то время как карматы преследовали его по пятам. 22 декабря карматы прибыли к укреплениям Джаухара в Айн-Шамсе.
Карматы немедленно начали атаку на траншею 22 декабря, но потерпели неудачу, с большими потерями с обеих сторон. Отдохнув, 24 декабря атака была повторена, и карматы медленно начали одерживать верх. Однако неожиданно Джаухар открыл большие ворота и начал контратаку на правом фланге карматов со своими последними резервами — чернокожими африканскими рабами-солдатами и берберской пехотой. Правое крыло карматов, вероятно, удерживаемое более ненадёжными бедуинами, разбежалось, отрезав их армию от Нила и заставив их к общему и беспорядочному отступлению. Бану Укайл и Бану Тайи воспользовались замешательством, чтобы разграбить обоз своих союзников-карматов, в то время как войска Джаухара захватили лагерь аль-Асама, включая его сокровища и библиотеку.
Через два дня в Фустат прибыло долгожданное подкрепление из Ифрикии под командованием некоего Ибн Аммара (возможно, это был аль-Хасан ибн Аммар аль-Кальби). Опасаясь подвоха, Джаухар не стал преследовать отступающих карматов, а вместо этого назначил награду за их головы, после чего многие разбросанные карматы были убиты местными жителями. Потрясённые первым крупным поражением в открытом бою, карматы не смогли перегруппироваться и восстановить свою сплочённость, пока не достигли Палестины.

## Последующие события
Отступление карматов дало возможность Фатимидам восстановить порядок в Египте. Восстание в дельте продолжалось несколько лет, особенно потому, что Джаухар не мог выделить необходимые ресурсы для его подавления. Только летом 972 года войска под командованием Ибн Аммара начали серьёзную кампанию по его подавлению. Карматы отправили свои военные корабли на помощь Тиннису, но в сентябре или октябре 972 или 973 года семь из них вместе с 500 членами экипажа были захвачены войсками Фатимидов. Вскоре после этого Тиннис капитулировал. В Верхнем Египте вождь Бану Килаб Абду-ль-Азиз ибн Ибрахим, бывший союзник Фатимидов, встал на сторону мятежников. Против него была отправлена экспедиция под командованием нубийского командира Бишары, и вскоре он был схвачен и доставлен в Каир в клетке. Он умер там в феврале 973 года, после чего с его трупа публично содрали кожу. Несмотря на продолжающиеся беспорядки, Джаухар счёл Египет достаточно умиротворённым, чтобы пригласить сюда своего господина, аль-Муизза. Фатимидский халиф и его двор покинули Ифрикию в конце 972 года и прибыли в Каир 19 июня 973 года, после чего халиф освободил Джаухара от должности наместника Египта и сам взял бразды правления в свои руки.
В Палестине ситуация была иной. Армия Фатимидов под командованием Ибрахима, сына покойного Джафара ибн Фаллаха, сумела прорвать блокаду Яффы, чему способствовало разногласие в противоборствующей коалиции. Карматы Абу-ль-Мунаджи и вождь Бану Укайл Ибн Мавхуб поссорились при разделе доходов от земельного налога. Абу-ль-Мунаджа, который потребовал весь доход для себя, заключил Ибн Мавхуба в тюрьму, но последнему удалось сбежать, после чего его люди вышли из коалиции. Оставшись ослабленными против Фатимидов, карматы отступили к Дамаску. Рамла была ненадолго отбита войсками Ибрахима в мае 972 года, но вскоре карматы вернулись, и Фатимидам пришлось отступить в Египет, где Саадат ибн Хайян вскоре умер. В апреле 974 года аль-Асам снова вторгся в Египет, но и на этот раз его войска были остановлены к северу от Каира и отброшены в Сирию, но теперь они не смогли перегруппироваться и были вынуждены вернуться в Бахрейн. Это ознаменовало конец участия карматов в делах Сирии, что позволило Фатимидам вернуть Рамлу. К моменту смерти аль-Муизза в декабре 975 года правление Фатимидов в Египте было консолидировано, но путь к экспансии в Сирию для них всё ещё был заблокирован. Новому халифу аль-Азизу Биллаху и его визирю Якубу ибн Киллису пришлось продолжить завоевательные походы в Сирию и впоследствии вступить в длительную борьбу за господство над Северной Сирией и приходящим в упадок хамданидским эмиратом Алеппо с Византийской империей. В 992 году карматы Бахрейна, которые тоже пришли в упадок после ряда крупных поражений от Буидов, также официально признали политический сюзеренитет фатимидских халифов, сохранив при этом свои особые доктрины.